# 奥尔冈
奥尔冈（法語：Organ，法語發音：[ɔʁɡɑ̃]）是法国上比利牛斯省的一个市镇，属于塔布区。

## 地理
奥尔冈（43°16'30"N, 0°29'1"E）面积2.73 平方千米，位于法国奧克西塔尼大區上比利牛斯省，该省份为法国西南部内陆省份，北至热尔省，西接大西洋比利牛斯省，南与西班牙接壤，东临上加龙省。
与奥尔冈接壤的市镇（或旧市镇、城区）包括：巴尔特、贝特普伊、卡斯泰尔诺-马尼奥阿克、锡佐斯。

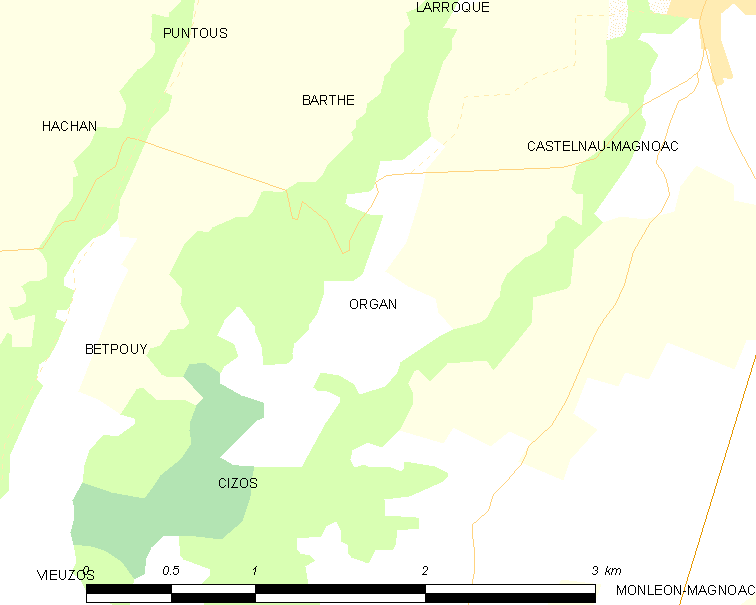
奥尔冈的OSM定位图

奥尔冈的时区为UTC+01:00、UTC+02:00（夏令时）。

## 行政
奥尔冈的邮政编码为65230，INSEE市镇编码为65336。

## 政治
奥尔冈所属的省级选区为山丘县。

## 人口

1962-2008年间奥尔冈人口变化图示

奥尔冈于2022年1月1日时的人口数量为29人。